# فواز الحساوي
فواز مبارك الحساوي (25 أكتوبر 1968) هو ابن رجل الأعمال الكويتي الراحل مبارك الحساوي، يعمل في مجال التجارة (أعمال حرة) وهو مالك نادي نوتنغهام فورست الإنجليزي السابق بعدما اشتراه في يوليو 2012. ليصبح بذلك أول شخص كويتي يشتري نادي أوروبي.

## المناصب
شغل منصب رئيس نادي القادسية الكويتي، لغاية مايو 2012، عندما استقال إثر خلافات مع مجلس الإدارة. أيضا شغل منصب رئيس الجهاز الإداري لفريق كرة القدم منذ عام 2006 حتى 2012 ، وفي أغسطس 2016 عُيّن كرئيس اللجنة المؤقتة لإدارة الاتحاد الكويتي لكرة القدم بدلاً من رئيس الاتحاد المُنحل.